# 채권 보험
채권 보험(bond insurance) 또는 "재정 보증 보험"(financial guaranty insurance)은 보험 회사가 채권 발행자 또는 증권 발행자의 지급 불이행 시 채권 또는 기타 증권의 이자 및 원금의 예정된 지급을 보증하는 보험의 일종이다. 이는 일반적으로 피보험 증권의 등급이 (i) 보험사의 청구 지불 등급 또는 (ii) 보험 없이 채권이 가질 등급("기본" 또는 "그림자" 등급이라고도 함) 중 더 높은 등급이 되도록 하는 "신용 강화"의 한 형태이다.
보험사는 피보험 증권의 발행자 또는 소유자로부터 보험료를 받는다. 보험료는 일시불 또는 할부로 지급될 수 있다. 채권에 대한 보험에 부과되는 보험료는 발행자의 실패 위험에 대한 인지된 척도이다. 또한 채권 보험을 사용함으로써 발행자가 실현한 이자 절감 또는 채권 보험을 구매한 소유자가 실현한 증권 가치의 증가 기능일 수도 있다.
채권 보험사는 법률상 "모노라인"이며, 이는 채권 보험을 판매하는 회사가 생명, 건강 또는 재산 및 손해 보험과 같은 다른 보험 상품에 참여하지 않는다는 것을 의미한다. 모노라인이라는 용어는 보험사가 지방채와 같은 하나의 증권 시장에서만 운영된다는 것을 의미하지 않으며, 이 용어가 때때로 잘못 해석되기도 했다. 이들 회사에 의해 보험에 가입된 채권은 때때로 보험사에 의해 "랩핑"되었다고 말한다.
채권 보험사는 일반적으로 "트리플 B"에서 "트리플 A"에 이르는 비강화 등급의 투자 등급 범주에 속하는 기본 또는 "그림자" 등급이 있는 증권만을 보증한다.

## 장점

### 발행자에게 주는 가치
보험에 가입된 채권 또는 기타 증권의 정부 기관, 대행사 또는 기타 발행자에게 채권 보험의 경제적 가치는 이자 비용 절감의 결과이며, 이는 보험에 가입된 채권에 대해 지불해야 하는 수익률과 동일한 채권이 보험에 가입되지 않은 경우에 지불해야 하는 수익률(일반적으로 더 높음) 간의 차이를 반영한다.
보험에 가입된 채권의 발행자는 일반적으로 보험사가 제공하는 신용 강화를 대가로 더 낮은 이자율을 수용할 준비가 되어 있기 때문에 차입 비용이 줄어든다. 이자 절감액은 일반적으로 발행자(보험 사용 유인)와 보험사(보험료) 사이에 공유된다. 발행자는 보험 유무에 관계없이 증권을 판매할 수 있는 옵션이 있으므로, 그렇게 할 때 전반적인 비용 절감이 발생할 때만 일반적으로 보험을 사용한다. 지방채 보험료는 일반적으로 일시불로 선불로 지불되는 반면, 비지방채 보험료는 일반적으로 시간이 지남에 따라 주기적인 할부로 지불된다.
2008년 7월, 금융 보증 보험사 및 재보험사의 무역 협회인 금융 보증 보험사 협회("AGFI")는 1971년 창립 이래 채권 보험 산업이 지방채 발행자와 그 납세자에게 400억 달러를 절약해 주었다고 추정했다.
오늘날 보험에 가입된 증권의 대부분은 미국 및 일부 다른 국가의 주, 지방 정부 및 기타 정부 기관이 발행한 지방채이다. 채권 보험은 또한 공공-민간 파트너십과 같은 인프라 프로젝트 파이낸싱, 비미국 규제 유틸리티가 발행한 채권, 미국 및 비미국 자산담보부증권("ABS")에도 적용되었다. 금융 보증 보험사는 세계 금융 위기 (2007년~2008년) 이후 주택담보부증권("RMBS") 시장에서 철수했다.

### 투자자에게 주는 가치
보험에 가입된 증권을 구매하거나 보유하는 투자자는 발행자가 만기에 원금이나 이자를 지급하지 못할 경우 보험사가 제공하는 추가 지급 원천으로부터 이익을 얻는다 (이는 누락된 지급의 확률을 발행자뿐만 아니라 보험사도 채무 불이행할 확률로 줄인다).
채권 보험의 가치 제안에는 보험사의 신용 선택, 인수 및 기본 거래에 대한 감시가 포함된다. 중요하게도, 보험에 가입되지 않은 거래는 초기 등급 발행 이후 신용 평가 기관에 의해 모니터링되지 않는 경우가 많다. 그러한 거래의 채무 불이행 시 채권 신탁사는 채권 보유자로부터의 지시 및 면책(일반적으로 제공되지 않음)이 없는 경우 적절한 구제 조치를 취하지 못하는 경우가 많다. 대조적으로, 채권 보험사는 발행자와 직접 협력하여 애초에 채무 불이행을 피하거나 수백 명의 개별 투자자로부터 동의를 얻을 필요 없이 합의 방식으로 부채를 재조정할 수 있는 능력을 자주 가지고 있다. 필요한 경우 회수를 위한 소송은 투자자의 책임이 아니라 보험사의 책임이다.
보험은 또한 피보험 증권의 시장 유동성을 향상시킬 수 있다. 개별 발행자의 무보험 채권은 거래가 드물지만, 보험사 이름으로 거래되는 채권은 매일 활발하게 거래될 가능성이 더 높다.
보험에 가입된 채권의 투자자는 또한 보험사가 발행자보다 더 높은 등급을 받는 한 발행자의 등급 하락으로부터 보호받는다.
세계 금융 위기 (2007년~2008년) 이후 지방채 시장의 사건들은 투자자와 발행자들이 채권 보험이 제공하는 이점에 다시 집중하도록 도왔다. 다수의 잘 알려진 지방채 채무 불이행, 파산 및 재조정이 발생했으며, 이는 채권 보험이 공공 금융 시장에서 여전히 가치가 있음을 입증했다. 예를 들어, 어슈어드 개런티(Assured Guaranty)와 내셔널 공공 금융 개런티(National Public Finance Guarantee)는 미시간주 디트로이트; 앨라배마주 제퍼슨 카운티; 펜실베이니아주 해리스버그; 캘리포니아주 스톡턴 및 푸에르토리코와 관련된 상황에서 보험에 가입된 채권 보유자들을 온전히 유지했다. 2차 시장에서 보험에 가입된 채권은 일반적으로 어려움을 겪는 발행자의 유사한 무보험 채권에 비해 상당한 가격 안정성을 보였다. 또한, 투자자들은 자신의 권리를 방어하기 위한 협상이나 소송의 부담을 덜었다.
세계 금융 위기 (2007년~2008년)로 인해 대부분의 채권 보험사가 보험 정책 발행을 중단했지만, 보험은 레거시 보험사와 새로운 산업 참여자를 포함하여 높은 등급의 제공업체로부터 계속 이용 가능했다.

## 역사: 1970년대-2008년
세계 금융 위기 (2007년~2008년) 이전에는 채권 보험사가 실질적인 손실을 거의 겪지 않았다. 지방 부문의 주목할 만한 예외는 다음과 같다.
- 1984년 워싱턴 공공 전력 공급 시스템(WPPSS) 노출로 인한 암박(Ambac) 손실(채권 보험의 가치를 확립하는 데 기여)
- 1998년 파산을 선언한 앨러게니 건강, 교육 및 연구 재단(AHERF) 노출로 인한 MBIA 손실.

publicbonds.org에서 지적했듯이, 1994년 BusinessWeek 기사는 MBIA를 "거의 완벽한 돈 버는 기계"라고 불렀다. BusinessWeek 기사는 그 당시 MBIA가 단 한 번의 손실만을 겪었다고 언급했다.
1990년대 후반과 2000년대 초반에는 미국 지방채의 약 50%가 보험에 가입되었다.
지방채 시장에서 보험 침투율은 수많은 AAA 등급 보험사가 활발하게 활동했던 때보다 훨씬 낮지만, 어슈어드 개런티(Assured Guaranty)가 오랜 기간 저금리와 좁은 신용 스프레드 기간 동안 발행된 지방채를 계속해서 보험에 가입할 수 있다는 것은 지방채 보험 시장이 계속 존재한다는 증거이다.

### 타임라인
1971년에 미국의 아메리칸 지방채 보증 회사(American Municipal Bond Assurance Corp., 후에 AMBAC로, 다시 Ambac으로 개칭)에 의해 지방채 보험이 도입되었다. Ambac은 채권 보험을 목적으로 설립된 최초의 별도 자본화된 보험 회사였다. 1973년에 지방채 보험 협회(Municipal Bond Insurance Association, 후에 "MBIA"로 개칭)가 설립되었고, 1983년에는 파이낸셜 개런티 보험 회사(Financial Guaranty Insurance Company, "FGIC")가 그 뒤를 이었다. 파이낸셜 시큐리티 어슈어런스(Financial Security Assurance Inc., "FSA", 현재는 Assured Guaranty Municipal로 알려짐)는 1985년에 설립되었다. FSA는 지방채가 아닌 채권을 보증하기 위해 조직된 최초의 채권 보험사였으며, 자산담보부증권 (ABS)을 보증하는 사업을 확립했다. 이들은 "빅 4" 채권 보험사로 알려지게 되었다.
1980년까지 장기 지방채의 약 2.5%가 보험에 가입되었다.
1983년 워싱턴 공공 전력 공급 시스템(WPPSS)은 문제가 있는 원자력 발전 프로젝트와 관련된 22억 5천만 달러의 수익 채권에 대해 채무 불이행을 선언했다. 30,000명의 채권 보유자 중 대부분은 달러당 60~90센트를 손실했다. Ambac은 채권의 일부를 보증했으며, 보험에 가입된 채무의 보유자들은 Ambac으로부터 전액을 적시에 지급받아 채권 보험의 가치를 시장에 입증했다. 이는 채권 보험 산업에 있어 중요한 전환점이 되어 수년 동안 수요의 꾸준한 성장을 촉발했다.
1980년대에는 Bond Investors Guaranty Insurance Company("BIG")(1985)와 Capital Markets Assurance Corp.("CapMac")(1988)를 포함한 다른 참가자들이 이 부문에 등장했는데, 이들 모두 나중에 MBIA에 인수되었다. Capital Guaranty Corp.(1986)는 나중에 FSA에 인수되었고, College Construction Loan Insurance Corporation("Connie Lee")(1987)는 나중에 Ambac에 인수되었다.
1980년대에는 Enhance Reinsurance Company("Enhance Re")(1986)와 Capital Reinsurance Company(1988)를 포함한 모노라인 재정 보증 재보험 회사의 탄생도 있었다.
FSA는 1988년에 최초의 담보부 채무 상품("CDO")을 보증했으며, 세계 금융 위기 (2007년~2008년) 이전에 자산담보부증권 (ABS) 부문에서 경미한 손실만을 경험했다.
1989년에 뉴욕주는 새로운 뉴욕주 보험법 제69조를 제정하여 "재정 보증 보험"을 별도의 보험 상품으로 확립했다. 제69조는 재정 보증 보험사를 파산 보험사가 지급해야 하는 금액을 보장하는 재산/손해 보험사 보안 기금의 적용 범위에서 제외했다. 또한 재정 보증 보험을 모노라인 사업으로 확립하여, 산업 구성원이 채권 보험 및 보증, 신용, 잔존 가치 보험을 포함하는 밀접하게 관련된 보험 상품만을 판매하도록 제한했다. 모노라인 제한은 또한 다른 유형의 보험 회사가 재정 보증 보험을 제공하는 것을 막았다. 모노라인 접근 방식에 대한 인용된 근거는 규제를 단순화하고 자본 적정성을 보장하는 데 도움이 된다는 것이었다.
1990년대에는 업계 구성원들이 지방채와 자산담보부증권(ABS)을 모두 보증했다. 동시에 업계는 유럽, 아시아, 호주, 라틴 아메리카의 해외 시장으로 확장되었다.
1990년대 후반과 2000년대 초반에는 새로운 채권 보험사 그룹이 등장했다. 여기에는 ACA Financial Guaranty Corp.(1997); XL 캐피탈 어슈어런스(XLCA)(2000), XL 캐피탈 Ltd.의 자회사로 2006년에 분사되어 나중에 "Syncora Guarantee Inc."로 개명되었으며; CIFG(2001)가 포함되었다. 이 시기에는 Ram 재보험 Company Ltd.("Ram Re")와 AXA Re Finance와 같은 새로운 재보험사도 등장했다.
1999년, 에이스(ACE Ltd.)는 캐피탈 리(Capital Re)를 인수하고 회사명을 "에이스 캐피탈 리(ACE Capital Re)"로 변경했다. 에이스 캐피탈 리는 2004년에 에이스(ACE Ltd.)에서 분사되어 어슈어드 개런티 코퍼레이션(Assured Guaranty Corp., "AGC")으로 개명되었다. AGC의 모회사인 어슈어드 개런티 Ltd.("Assured Guaranty")는 자회사들을 통해 금융 보증 보험(AGC를 통해)과 재보험(Assured Guaranty Re Ltd., "AG Re"를 통해)에 모두 참여했다.
1999년 뉴욕주 보험국(NYID)은 신용파산스왑 의무 보험에 대한 지침을 발표하여 금융 보증 보험사가 CDS 시장에 참여하는 것을 용이하게 했다. NYID 지침은 나중에 뉴욕 보험법 제69조 개정을 통해 법전화되었다.
2001년, 래디언 그룹(Radian Group Inc.)은 인핸스 재보험 회사(Enhance Reinsurance Company)와 그 계열사인 에셋 개런티 보험 회사(Asset Guaranty Insurance Company)를 인수하여 각각 래디언 재보험(Radian Reinsurance Inc.)과 래디언 에셋 어슈어런스(Radian Asset Assurance Inc., "Radian Asset")로 개명했다. 두 회사 모두 금융 보증 보험 및 재보험에 참여했다. 2004년 6월, 래디언 재보험과 래디언 에셋 어슈어런스는 합병하여 래디언 에셋이 존속 법인이 되었다.

## 2008년 세계 금융 위기

### 사건
채권 보험사들은 1980년대부터 주택담보부증권(RMBS)의 실적을 보증해 왔지만, 세계 금융 위기 (2007년~2008년)로 이어지는 2000년대에 해당 자산 등급에 대한 보증이 가속화되었다. 채권 보험사들은 또한 서브프라임 모기지 부채를 담보로 하는 담보 대출 의무(CLO) 및 담보 부채 의무(CDO)를 통해 주택 모기지 부채에 노출되었다. 보험사들은 CDO의 특정 트렌치에 대한 신용 부도 스왑 (CDS) 보호를 판매했다. 이 사업은 2000년대 초반 모노라인의 성장에 기여하여 2006년에는 3조 3천억 달러를 보증했으며, 이 우발 부채는 약 470억 달러의 청구 지불 자원에 의해 담보되었다. 이러한 노출은 모두 뉴욕 보험법 제69조 및 기타 주의 금융 보증 보험 법규와 신용 평가 기관이 설정한 자본 적정성 지침을 준수했다.
2000년대 중반 주택 거품이 커지면서 채권 보험사들은 일반적으로 보증하는 RMBS에 필요한 담보 보호를 늘렸다. 그러나 주택 시장이 침체되자 서브프라임 모기지 대출과 주택 가격의 지속적인 상승을 예상하여 개발 및 발행된 새로운 유형의 변동 금리 모기지(ARM) 대출(이자만 지불하는 대출, 옵션 ARM, 명목 소득 대출, 소위 "소득, 자산 없음"(NINA) 대출)에 대한 채무 불이행이 기록적인 수준으로 치솟았다. 이어진 부동산 시장 침체는 그 심각성과 미국 전역의 지리적 분포에서 전례가 없었으며, 채권 보험사나 신용도를 평가하는 신용 평가 기관 모두 예상하지 못했다.
다른 많은 유형의 보험과 달리, 채권 보험은 일반적으로 무조건적이고 취소 불가능한 보증을 제공한다. 그러나 보험사는 계약상 및 기타 가능한 구제 수단을 추구할 권리를 보유한다. 그 결과, 채권 보험사들은 보험에 가입된 RMBS에 대한 수십억 달러의 청구에 직면했으며, 해당 RMBS의 스폰서(생성자)로부터 회수할 불확실한 전망에 직면했다. 모노라인 보험사들은 보험에 가입된 증권이 채무 불이행으로 향하고 있는 것으로 보이면서 손실에 대한 더 높은 준비금을 적립했다.
위기 이후, 채권 보험사들은 자신들이 보증했던 많은 RMBS에 증권화 자격이 없는 대출이 상당 부분 포함되어 있음을 알게 되었다. 즉, 해당 대출은 RMBS에 포함되어서는 안 되었으며 RMBS 스폰서에 의해 환매 대상이 되었다. 보험 계약에 따라 보험사들은 증권화에 포함된 내용에 대한 해당 진술 및 보증("R&W")을 위반한 그러한 대출을 스폰서에게 "되돌려 놓았고", 즉 계약에 따라 스폰서가 해당 대출을 풀에서 매입하도록 요구했다. 이러한 "환매"는 세계 금융 위기 (2007년~2008년) 이후 십여 년이 지난 지금까지도 소송의 대상이 되고 있다.
대출 품질 오인의 정도를 보여주는 한 가지 지표는 2011년 어슈어드 개런티(Assured Guaranty)와 모기지 원리버(Countrywide)를 인수한 뱅크 오브 아메리카(Bank of America) 간의 합의였다. 합의 조건에 따라 뱅크 오브 아메리카는 어슈어드 개런티에 11억 달러를 지급하고, 보험에 가입된 21개 RMBS 거래에서 발생한 진술 및 보증 위반으로 인한 어슈어드 개런티의 미래 손실 중 최대 66억 달러의 80%를 부담하기로 동의했다. 이후 2013년, R&W 소송 중 첫 번째 판결에서 플래그스타 은행(Flagstar Bank)은 과거 및 미래 청구에 대해 어슈어드 개런티에 전액을 보상해야 했다. 2015년 3월 31일 기준으로 어슈어드 개런티가 R&W 제공업체에게 환매 및 합의를 통해 지급하도록 하거나 지급하기로 약정한 금액과 협상된 해지를 통해 어슈어드 개런티가 피한 미래 예상 손실 금액은 총 약 42억 달러였다.
널리 퍼진 오해로 인해 채권 보험사들은 주택 모기지 대출(선순위 담보 대출, 후순위 담보 대출, 주택 담보 대출 한도)을 담보로 하는 피보험 증권에서 상당한 손실을 겪었지만, 가장 심각한 손실은 메자닌 RMBS를 담보로 하는 CDO를 보증한 회사들이 겪었다. 채권 보험사들은 일반적으로 그러한 CDO를 매우 높은 부착점 또는 담보 수준(기본 등급은 AAA)으로 보증했지만, 해당 채권 보험사와 신용 평가 기관은 기본 증권의 성과 상관 관계를 예측하지 못했다. 특히, 이들 채권 보험사와 신용 평가 기관은 2008년 위기 이후 주택 가격의 전국적인 하락이라는 전례 없는 상황을 예측하지 못한 과거 데이터에 의존했다. 특히, AGM과 AGC는 그러한 CDO를 보증하지 않았고, 이는 어슈어드 개런티(Assured Guaranty)가 세계 금융 위기 (2007년~2008년)와 그에 따른 경기 침체 및 회복기 내내 사업을 계속할 수 있도록 했다.

### 개별 회사에 미치는 영향; 규제 당국의 대응
세계 금융 위기 (2007년~2008년)는 채권 보험 산업에 많은 변화를 가져왔는데, 여기에는 신용 평가 기관의 등급 하향, 여러 회사의 신규 사업 중단, 주가 가치 급감, 보험사 간의 통합 등이 포함된다. 뉴욕의 주요 규제 당국 또한 위스콘신주의 규제 당국과 마찬가지로 조치를 취했다.
2007년 11월 7일, 유일한 싱글 A 등급 보험사인 ACA는 10억 달러의 손실을 보고하여 자본을 모두 소진하고 순자산을 마이너스로 만들었다. 11월 19일, ACA는 10-Q 보고서에서 싱글 A- 등급 이하로 강등될 경우 표준 보험 계약에 따라 담보를 제공해야 하며, 현재 공정 가치로는 그렇게 할 수 없을 것이라고 언급했다. 2007년 12월 13일, ACA의 주식은 낮은 시장 가격과 마이너스 순자산으로 인해 뉴욕 증권 거래소에서 상장 폐지되었지만, ACA는 싱글 A 등급을 유지했다. 2007년 12월 19일, 이 회사는 스탠더드 앤 푸어스에 의해 트리플 C로 강등되었다.
주요 AAA 등급 모노라인의 등급 강등은 2007년 12월에 시작되어, 이들 회사에 의해 보험에 가입된 수천 개의 지방채 및 구조화 금융 상품의 등급 강등으로 이어졌다.
2007년에 버크셔 해서웨이 어슈어런스가 시장에 진입했다.
또한 이 시기에 신용파산스왑 시장은 투자 등급 미만 신용에 대해 일반적인 모노라인 채무 불이행 보호율을 제시했다. 구조화 신용 발행이 중단되었고, 많은 지방채 발행사들은 채권 보험 없이 시장에 진출했다.
2008년 1월까지 많은 보험 가입된 지방채 및 기관채는 보험이 없는 것처럼 가격이 거래되었으며, 사실상 금융 보증 보험을 완전히 할인했다. 이 상황을 인정하는 신용 평가 기관의 늦은 반응은 1년 전 서브프라임 모기지 부채의 등급 강등이 늦었던 상황을 연상시켰다.
2008년에 뉴욕주 보험국(NYID)은 세계 금융 위기 (2007년~2008년) 동안 업계에 피해를 입힌 증권 범주와 특히 관련된 금융 보증 보험사의 "모범 사례"를 설명하는 "회람 제19호"를 발행했다.
2009년, 어슈어드 개런티는 FSA를 인수하고 후에 어슈어드 개런티 뮤니시플(Assured Guaranty Municipal, "AGM")로 개명하여, 당시 가장 높은 등급을 받은 두 채권 보험사를 같은 소유권 하에 통합했다. 어슈어드 개런티는 위기 이전부터 현재까지 지속적으로 보험을 판매한 유일한 채권 보험사가 되었다.
또한 2009년 MBIA는 지방채 보험 사업을 다른 대부분의 자산 담보 사업과 분리하고, 이전에 MBIA에 속해 있던 지방채 보험 사업을 투자 등급 보험사인 내셔널 공공 금융 개런티 법인(National Public Finance Guarantee Corp., "National")으로 설립했다.
2008년의 구조조정 추세는 앰백(Ambac)이 사업 판매를 중단하면서 계속되었고, 2010년에는 (i) 위스콘신 보험 감독관실의 감독을 받는 재활 대상인 "분리 계좌"(자산 담보 및 특정 기타 문제가 있는 정책에 대한 책임 포함)와 (ii) 지방채 보험 및 특정 기타 문제가 없는 정책을 위한 "일반 계좌"로 분리되었다. 2010년 11월 8일, 앰백의 지주 회사는 파산법 11조를 신청했다.
뉴욕주 보험국의 명령에 따라 FGIC는 2010년에 청구 지불을 중단했으며, 현재는 일부 청구를 지불하며 정리 중에 있다.
Syncora Guarantee Inc. ("Syncora"), CIFG, Radian Asset, Ram Re는 지급 능력을 유지했지만, 일반적으로 새로운 사업을 시작하지 않았다.
람 리(Ram Re)는 아메리칸 오버시스 재보험 회사(American Overseas Reinsurance Company Ltd.)로 사명을 변경하고 바베이도스로 주소를 이전했다. 이 회사는 파산을 신청한 적이 없으며, 금융 보증 사업을 정리하면서 새로운 보험 상품을 판매하고 있다.
2012년 1월, 어슈어드 개런티는 래디언 에셋(Radian Asset)이 소유했지만 한 번도 출시되지 않았던 채권 보험 자회사를 인수하여 뮤니시플 어슈어런스 코퍼레이션(Municipal Assurance Corp., "MAC")으로 개명하고, 2013년 7월에 새로운 회사를 지방채 전용 채권 보험사로 출범했다.
2012년 7월, 빌드 아메리카 뮤추얼("BAM")은 상호 소유 지방채 전용 채권 보험사로 운영을 시작했다.
2014년 12월, 어슈어드 개런티는 래디언 에셋을 인수했으며, 2015년 4월 어슈어드 개런티 코퍼레이션("AGC")에 완전히 합병되었다.
2016년 7월, 어슈어드 개런티는 CIFG를 인수하여 AGC에 합병되었다.
2017년 1월, 어슈어드는 MBIA UK Insurance Limited("MBIA UK")를 인수하여 Assured Guaranty (London) Ltd.로 개명했다.
2017년 6월, 스탠더드 앤 푸어스는 내셔널의 재무 건전성 등급을 AA−에서 A로 하향 조정하고, MBIA Inc.의 장기 거래 상대방 등급을 A−에서 BBB로 하향 조정했다. 등급 하향 조정 후 MBIA는 내셔널이 당분간 새로운 채권 보험 사업 추구를 중단할 것이라고 발표했다.
2018년 1월, 싱코라 개런티(Syncora Guarantee)는 자회사 싱코라 캐피탈 어슈어런스(Syncora Capital Assurance Inc., "SCAI")를 완전 소유 자회사인 싱코라 개런티(Syncora Guarantee Inc., "SGI")로 성공적으로 합병했으며, SGI가 존속 법인이 되었다고 발표했다. 다음 달, 싱코라와 어슈어드 개런티는 어슈어드가 약 135억 달러의 SGI 보험 정책을 재보험하고, 재보험된 정책과 관련하여 SGI에 특정 관리 서비스를 제공할 것이라고 발표했다. 2018년 6월, 어슈어드 개런티는 재보험 거래를 완료했다고 발표했다. 양사는 이 거래가 재무 상태를 강화할 것이라고 밝혔다.
2018년 2월, 앰백 어슈어런스 코퍼레이션(Ambac Assurance Corporation)은 분리 계정의 재활을 완료했다. 재활 완료는 앰백의 잉여 노트 교환 제안 및 동의 요청의 성공적인 완료에 따른 것으로, 나머지 모든 조건 충족과 함께 2017년에 발표되었던 전체적인 구조조정 거래를 완료했다. 앰백 어슈어런스 코퍼레이션은 현재 모든 청구를 전액 현금으로 지급하고 있다.
여러 차례의 인수로 인해 2017년까지 어슈어드 개런티는 네 개의 유럽 자회사를 소유하게 되었고, 2018년 11월에는 이를 어슈어드 개런티(유럽) Ltd.라는 단일 법인으로 합병했다.

## 사업 비판; 신용 평가 기관
일부는 금융 보증 보험의 전체 사업 모델을 비판하기도 했다. 크리스틴 S. 리처드(Christine S. Richard)는 자신의 저서 "컨피던스 게임(Confidence Game)"에서 업계의 기본 가정을 검토했다. 그녀는 모노라인의 사업을 지방채 발행자에게 AAA 신용 등급을 판매하는 것으로 볼 수 있다고 주장했다. 그녀는 신용 평가 기관이 지방 발행자와 비지방 발행자(예: 기업)에 대해 서로 다른 등급 척도를 사용했다고 지적했다. 일부는 신용 평가 기관이 기업을 평가하는 데 사용하는 것과 동일한 척도로 지방자치단체를 평가했다면 지방자치단체가 더 높은 등급을 받았을 것이고, 이는 채권 보험의 필요성을 없앴을 것이라고 주장했다.
이 문제는 2008년 바니 프랭크가 의장으로 있는 미국 하원 금융 서비스 위원회에서 의회 앞에서 논의되었다. 당시 코네티컷 법무장관이었던 리처드 블루먼솔, 버크셔 해서웨이의 아짓 자인, 당시 뉴욕주 보험국 국장이었던 에릭 디날로, 무디스 대표도 참석했다.
스탠더드 앤 푸어스 등급 서비스는 지방 발행물과 비지방 발행물에 대해 별도의 등급 척도를 사용했거나 사용하고 있다는 사실을 부인했다. 무디스 투자 서비스는 지방 발행물과 비지방 발행물에 대해 별도의 등급 척도를 사용했다는 사실을 인정했지만, 이후 모든 발행물에 대해 통일된 등급 척도를 채택했다.
채권 보험이 지방채 시장에서 가치가 없다는 주장은 2008년 의회 청문회 직후 잘못된 것으로 입증되었다. 그 후 10년 동안 디트로이트와 푸에르토리코의 두 가지 가장 큰 규모를 포함하여 여러 중요한 지방채 채무 불이행이 발생했다. 이 두 경우와 다른 경우에도 채권 보험사들은 보험에 가입된 채권 보유자들을 온전히 보호했다.
리처드의 책은 또한 MBIA의 생존 가능성에 대해 점점 더 의심을 품게 된 헤지 펀드 매니저 빌 애크먼(고담, 퍼싱 스퀘어)의 역할도 설명했다. 애크먼은 회사가 충분한 자본을 가지고 있지 않다고 믿었고, MBIA 기업 부채에 대한 신용 부도 스왑을 구매하여 공매도했다. 그는 또한 대중, 규제 기관 및 다른 기업 임원들에게 보고서를 발표했다.
투자자 데이비드 아인혼(David Einhorn)과 같은 평론가들은 신용 평가 기관이 행동이 느리고 모노라인에 부당한 등급을 부여하여 이 등급으로 채권을 "축복"하도록 돈을 받도록 허용했다고 비판했다.

## 같이 보기
- 신용파산스왑
- 신용파생상품회사
- 신용평가사
- 원자력 붕괴: 워싱턴 공공 전력 공급 시스템의 부상과 몰락